# Sundance Kid

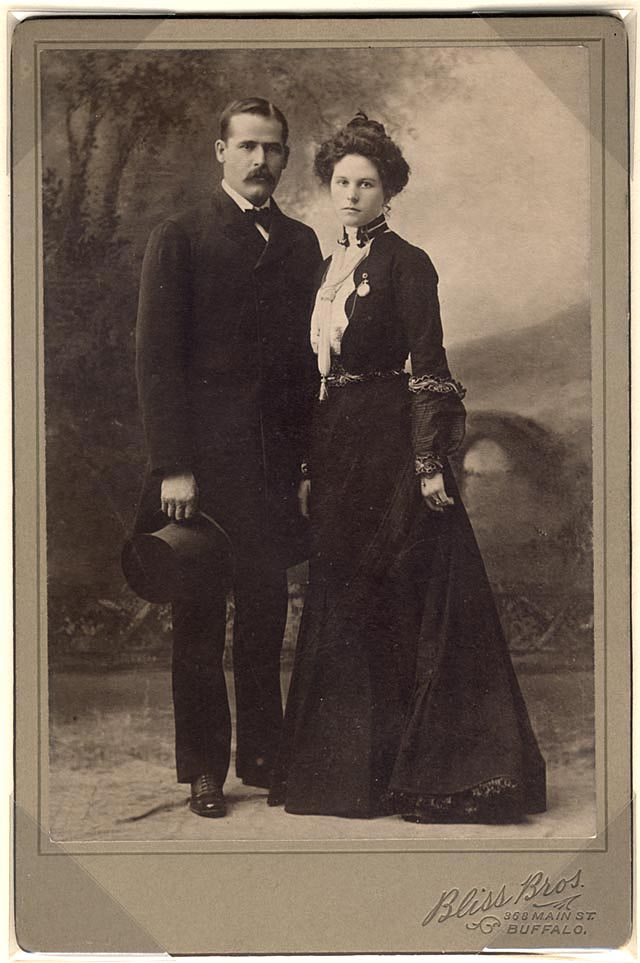
Sundance Kid und Etta Place (1901)

Harry Alonzo Longabaugh (* 1867 in Mont Clare, Pennsylvania; † vermutlich 1908 in Bolivien) war ein US-amerikanischer Gesetzloser in den USA und Südamerika, bekannt unter dem Namen The Sundance Kid, benannt nach dem Ort Sundance im US-Bundesstaat Wyoming.

## Leben
Harry Alonzo Longabaughs krimineller Werdegang begann mit Pferdediebstahl in Sundance, Wyoming, für den er 1887 zu 18 Monaten Haft verurteilt wurde. 1892 raubte er zusammen mit Harry Bass und Bill Madden bei Malta, Montana, einen Zug aus.
Zusammen mit Butch Cassidy führte er ab 1896 eine Bande an, die bald als The Wild Bunch („Der wilde Haufen“) bekannt wurde. Zusammen mit anderen Banden hatte The Wild Bunch einen Unterschlupf am Hole-in-the-Wall-Pass im Norden Wyomings. Der lose Zusammenschluss von Gesetzlosen wurde nach dem Schlupfwinkel als Hole-in-the-Wall-Gang bezeichnet. Ende 1898 hatten die Viehzüchter und Eisenbahnunternehmer das Gebiet wieder unter Kontrolle.
Nach gut einem Dutzend Überfällen setzte er sich 1901 mit seiner Freundin, der Lehrerin Etta Place, und Cassidy auf dem Dampfschiff Soldier Prince nach Buenos Aires in Argentinien ab, um dort ein ruhiges Leben zu führen. Sie kauften 6000 Hektar Land nahe dem Ort Cholila in Patagonien. Das Trio wurde vom Privatdetektiv Frank Dimiano der Detektei Pinkerton gesucht. Dimiano gab die Suche aber rasch auf, heiratete eine Italienerin und eröffnete ein Schuhgeschäft in San Telmo in Buenos Aires, das bis 1976 bestand.
Mit Martín Sheffields, einem Haftentlassenen, der wegen Vagabundierens kurz im Gefängnis gewesen war, meldete sich bei Pinkerton ein weiterer Interessent für die 50.000 Dollar Kopfgeld, die auf Cassidy ausgesetzt waren. Sheffields hatte sich zuvor an der Jagd auf die Bande beteiligt. Er  machte sich auf den Weg und kam am 6. Februar 1902 in Buenos Aires an. Als Sheffields in Cholila auftauchte, befreundete er sich mit den Räubern und schrieb bis 1905 regelmäßig vertröstende Telegramme an seine Auftraggeber in den USA. 1905 kam der zwei Jahre zuvor in Knoxville, Tennessee, aus der Haft entlassene Harvey Logan (auch bekannt als Andrew Duffy) als Verstärkung hinzu. Logan war ein Mitgründer der Bande The Wild Bunch und hatte sich mit dem Namen PO8 Logan geschmückt. Cassidy, Place, Sundance Kid und der Neuankömmling überfielen darauf die Banco del Sur in Santa Cruz. Sheffields führte Aufzeichnungen, die er jedoch nie in die USA weiterleitete, da er vermutlich Geld von der Gruppe erhielt.
1907 überfiel das Trio in Begleitung der Lehrerin die Banco de la Nación in Villa Mercedes. Dabei tötete Harvey Logan den Bankdirektor. Ebenfalls 1907 konnte sich Sheffields mit dem von den Kriminellen für sein Schweigen abgepressten Geld 5000 Hektar Land bei El Maitén in der Provinz Chubut kaufen. Er wurde ein für seine Schießkünste gefürchteter Schafzüchter, der in der Gegend bei den armen Leuten für seine Großzügigkeit bekannt war und mit der Mapuche María Ancapichún zwölf Kinder hatte. Nach dem Mord von 1907 ließ die Gruppe um Cassidy von Überfällen auf Banken zeitweise ab. Etta Place kehrte in die USA zurück, wo sie an Krebs starb. Von Logan verliert sich danach jede Spur. Sundance Kid und Cassidy verkauften ihren Hof in Cholila und zogen nach Feuerland. Dort begannen sie eine Neuauflage ihrer alten Verbrecherkarriere und erarbeiteten sich in Südamerika einen ähnlichen Ruf wie einst in den Vereinigten Staaten.
Bolivianische Truppen sollen beide angeblich 1908 in San Vicente umstellt haben. Unbestätigten Quellen zufolge entkamen er und Butch angeblich, ebenso unbewiesen ist die in einigen Reiseführern verbreitete Version, sie seien auf dem örtlichen Friedhof beigesetzt worden. Eine Gedenktafel im Ort erinnert an das unbewiesene blutige Ende der beiden Banditen. 1992 exhumierte man die Gebeine von „amerikanischen Desperados“ in jenem Dorf. Die anschließende genetische Untersuchung ergab Anfang 1993 jedoch, dass es sich bei den geborgenen Überresten nicht um Butch Cassidy und Sundance Kid handelt. Einige Zeitgenossen hatten bereits früher behauptet, die beiden nach der Militäraktion noch gesehen zu haben. Es gab ebenso Gerüchte, dass die zwei verletzt überlebten und den Rest ihres Lebens unter falschen Namen in Uruguay oder in den USA verbrachten. Butch Cassidys Schwester Lula Parker Betenson behauptete sogar, er sei zurückgekehrt und habe in den USA weitergelebt. Schließlich gab es Gerüchte und Unterlagen (einen unbestätigten Totenschein), Sundance Kid sei zu seiner Freundin Etta zurückgekehrt, habe sie geheiratet und bis zum 21. November 1936 unter anderem Namen gelebt.

## Mediale Rezeption

### Verfilmungen
Die beiden Räuber wurden 1969 im Film Zwei Banditen mit Paul Newman und Robert Redford in den Hauptrollen porträtiert. Redford benannte 1981 das Sundance Film Festival nach der Rolle, die er in diesem Film verkörperte. Newman gründete 1988 das Hole in the Wall Camp, ein Ferienlager für leukämiekranke Kinder, das nach der Bande benannt ist, deren prominente Mitglieder Butch Cassidy und Sundance Kid waren. 1979 wurde ferner der Film Butch & Sundance – Die frühen Jahre veröffentlicht.

### Videospiele
In Call of Juarez: Gunslinger werden Butch Cassidy und Sundance Kid mehrmals erwähnt. Gegen Ende des Spiels steht ihnen der Spieler dann auf einem Friedhof in einem Mexican Standoff gegenüber.